# Давлетбаева (деревня)
Давлетбаева  — деревня в Кулуевском сельском поселении Аргаяшского района Челябинской области России.

## Географическое положение
Расположена в юго-восточной части района, у истока реки Кучалы. Расстояние по дороге до центра Кулуева — 10 км.

## История
Первые упоминания о Давлетбаева относятся к середине 18 века (в 1763 старшиной Айлинской волости Байгазой Козямышевым были учтены 10 юрт).

## Население
| 2002 | 2010 |
| ---- | ---- |
| 171  | ↘152 |

(в 1873—199, в 1900—250, в 1916—312, в 1970—423, в 1995—177)

## Улицы
- Улица Булата Фазылова
- Челябинская улица
- Сельская улица
- Новая улица
- Юбилейная улица
- Речная улица
- Угловая улица
- Просторная улица

## Инфраструктура
- 4-го отделение ЗАО «Кулуево».
- Школа